# 聖者約翰教堂 (肯寧頓)

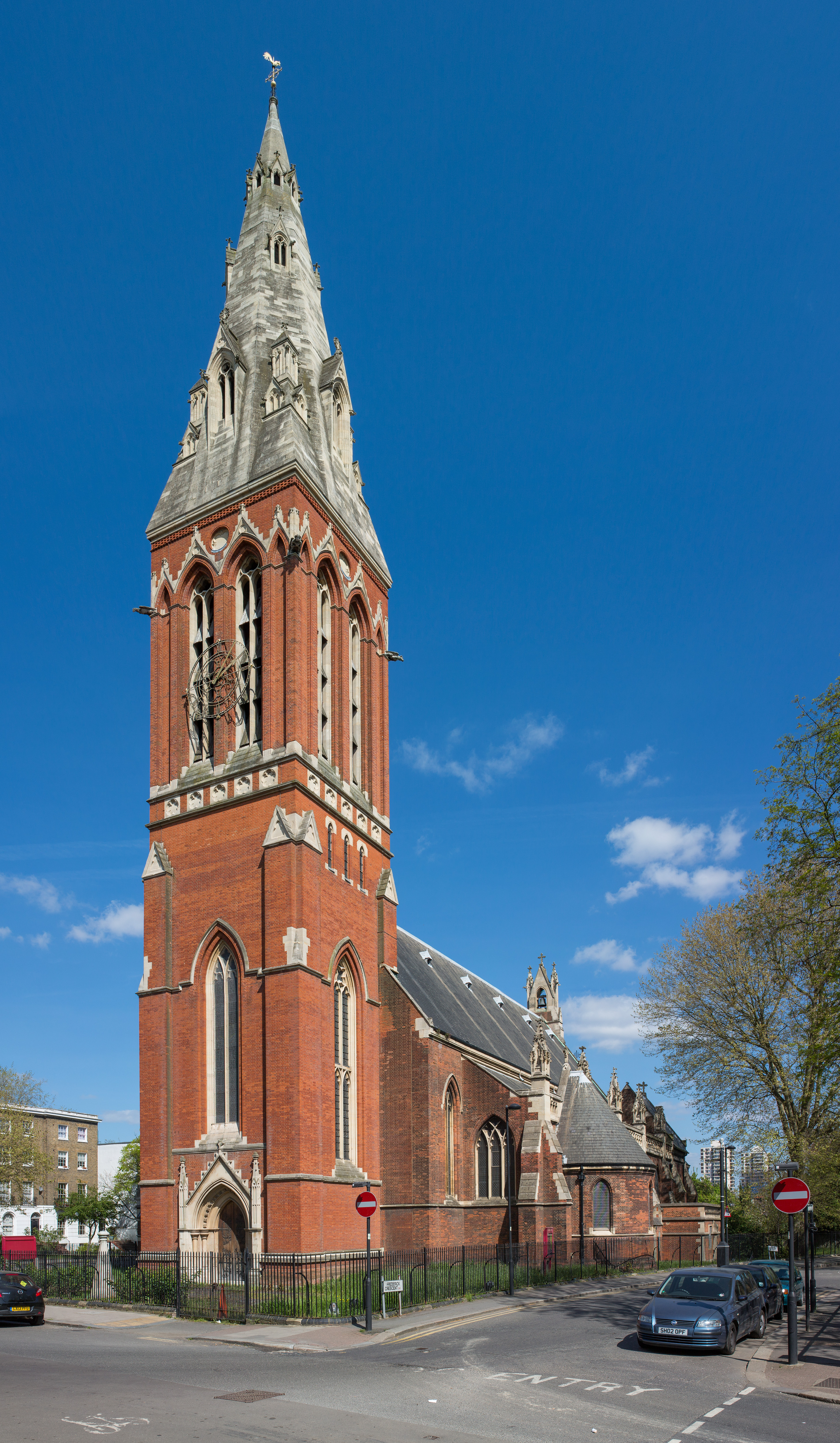
聖者約翰教堂

聖者約翰教堂（St John the Divine, Kennington）是英國倫敦的一座英國聖公會的教堂，位於蘭貝斯區。這座教堂修建於1871年至1874年，是英國的I級登錄建築。教堂被認為是維多利亞哥德復興式建築代表作之一。詩人約翰·貝傑曼評價這座教堂是「倫敦南部最宏偉的教堂」。

## 外部連結
- St John the Divine, Kennington （页面存档备份，存于）
- Flickr group "sjdk" （页面存档备份，存于）
- Details of the organ Archive.today的存檔，存档日期2012-12-23

51°28′39″N 0°06′23″W / 51.477584°N 0.106268°W